# Rotkopfschaf

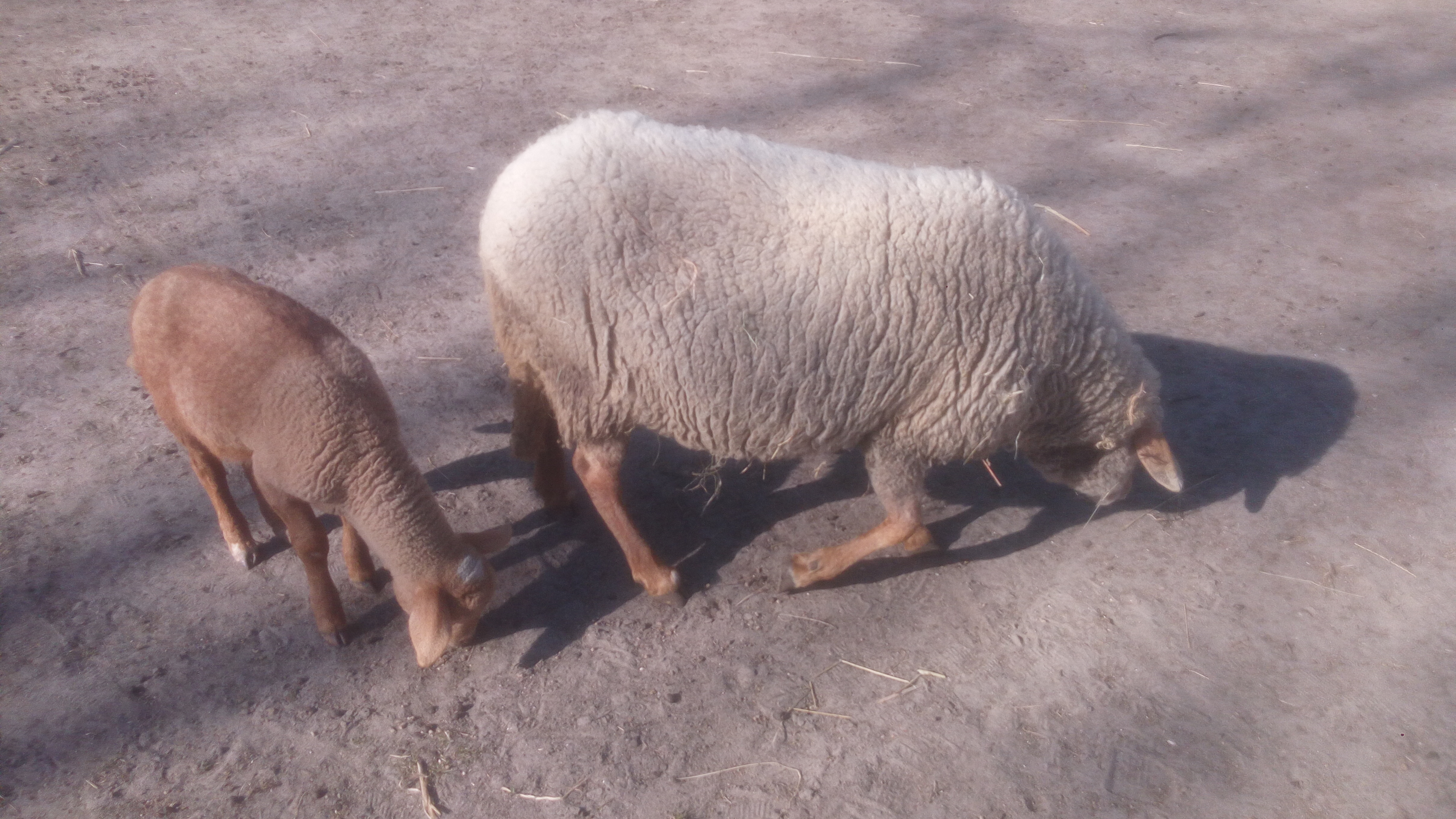
Rotkopfschaf mit Lamm

Das Rotkopfschaf (Rouge du Roussillon) ist eine aus den französischen Pyrenäen stammende Schafrasse (Gruppe der Fuchsschafe, s. auch Coburger Fuchsschaf), die vom Aussterben bedroht ist. Aufgrund ihrer Robustheit können sie ganzjährig im Freiland gehalten werden.

## Beschreibung
Kopf, Beine und Ohren der Rotkopfschafe sind rötlich-braun gefärbt, der Schwanz ist lang und dünn und die Ohren sind leicht nach vorne gerichtet. Sie erreichen ein Alter von bis zu 12 Jahren. Lämmer sind anfangs komplett rötlich gefärbt, die Umfärbung ins Weiße erfolgt nach etwa einem halben Jahr. Die Tiere müssen geschoren werden und verlieren ihre Wolle nicht selbstständig.

## Verbreitung
1979 war die letzte größere Herde schon auf dem Weg zum Schlachthof und konnte in letzter Minute aufgekauft werden. Seit 1981 züchtet auch der Tiergarten Nürnberg diese Rasse mit dem Ziel, diese gefährdete Nutztierrasse wieder in ihre ursprüngliche Heimat zurückzuführen. Auch im Tierpark Berlin sind sie im Streichelzoo vertreten und werden gezielt für den Rasseerhalt gezüchtet.

## Charakter
Die Tiere gewöhnen sich sehr schnell an bekannte menschliche Begleiter, was der Züchtung und der Haltung zugutekommt. Sie sind allerdings eher zutraulich, wenn sie gerade gelammt haben. Werden Muttertiere zutraulich und regelmäßig von einer Person zutraulich behandelt, werden sie immer auf diese Person zulaufen und die Zuneigung einfordern. Muttertiere, die diese Zutraulichkeitsentwicklung durchlebt haben, hören auf ihre Namen.
Auffällig ist auch, dass die Tiere im Gegensatz zu anderen Rassen jeden Tag einen anderen „Knopf“ besitzen, welchen sie anzeigen, indem sie beim Kraulen bestimmter Stellen den Kopf heben und schnell anfangen zu flehmen und zu schmatzen.